# 西橋昇
西橋 昇（にしはし のぼる、1951年10月17日 - ）は、日本の元騎手。

## 来歴
1975年3月3日の中京第5競走5歳以上200万下・エルバート（11頭中3着）で初騎乗を果たし、5月20日の阪神第4競走4歳200万下・ゴシロオーダーで初勝利を挙げる。7月8日の札幌では初の1日2勝を挙げるなど、1年目の同年は9勝をマーク。
2年目の1974年には初の2桁勝利となる12勝、3年目の1975年には8月1日・2日・3日の札幌で3日連続勝利を挙げるなど自己最多の26勝をマーク。
1980年には5年ぶりの2桁勝利となる11勝をマークし、1981年にはスカイリーダの初年度産駒ダイタクプロスパアで活躍。東京優駿では10着ながら関西馬最先着を果たし、神戸新聞杯ではアグネステスコの4着、京都新聞杯ではサンエイソロンの4着、菊花賞ではミナガワマンナの5着であった。
1982年には2年ぶりの2桁となる10勝をマークし、1985年には12月15日の中京で1日3勝を挙げ、1986年まで5年連続2桁勝利を記録。
1986年の中日新聞杯ではハクリョウベルで4着までクビ差の接戦を制して人馬共に唯一の重賞勝利 を挙げ、天皇賞（春）では16頭中15番人気ながらスダホーク・サクラユタカオー・メジロモンスニーを抑えてクシロキングの4着と健闘。　　
1991年9月7日の中京第3競走4歳未勝利・レッドレターデイが最後の勝利となり、11月24日の京都第11競走トパーズステークス・ダイタクウイナー（11頭中10着）を最後に引退。

## 騎手成績
| 通算成績 | 1着 | 2着 | 3着 | 4着以下 | 出走回数 | 勝率 | 連対率 |
| -------- | --- | --- | --- | ------- | -------- | ---- | ------ |
| 平地     | 167 | 197 | 188 | 1594    | 2146     | .078 | .170   |
| 障害     | 3   | 4   | 0   | 11      | 18       | .167 | .389   |
| 計       | 170 | 201 | 188 | 1605    | 2164     | .079 | .171   |

主な騎乗馬
- ハクリョウベル（1986年中日新聞杯）